# Devendra Jhajharia
Devendra Jhajharia (10 de junio de 1981) es un deportista indio que compite en atletismo adaptado. Ganó tres medallas en los Juegos Paralímpicos de Verano entre los años 2004 y 2020.

## Palmarés internacional
| Juegos Paralímpicos | Juegos Paralímpicos     | Juegos Paralímpicos | Juegos Paralímpicos |
| Año                 | Lugar                   | Medalla             | Prueba              |
| ------------------- | ----------------------- | ------------------- | ------------------- |
| 2004                | Atenas (Grecia)         | Medalla de oro      | Jabalina F44/46     |
| 2016                | Río de Janeiro (Brasil) | Medalla de oro      | Jabalina F46        |
| 2020                | Tokio (Japón)           | Medalla de plata    | Jabalina F46        |